# Samara Karimowa
Samara Karimowa (kirg.  Самара Каримова; ur. 10 kwietnia 1991 w Rejonie Lejlek, Kirgiska SRR) – kirgiska piosenkarka, solistka Dramatycznego Teatru Państwowego w Oszu. Występowała również jako modelka. Jest zamężna i ma dwoje dzieci.